# شیله در زندان
شیله در زندان (انگلیسی: Schiele in Prison) یک فیلم مستقل بریتانیایی است که در سال ۱۹۸۰ میلادی منتشر شد. این فیلم دربارهٔ زندانی شدن اگون شیله در نولنگباخ در سال ۱۹۱۱ و کتاب خاطرات او از زندان است.

## بازیگران
- دیوید سوشی در نقش گوستاو کلیمت
- گرانت کاترو در نقش اگون شیله
- نیکلاس سلبی در نقش قاضی